# Entoloma hispidulum
Entoloma hispidulum är en svampart som först beskrevs av M. Lange, och fick sitt nu gällande namn av Machiel Evert ("Chiel") Noordeloos 1982. Entoloma hispidulum ingår i släktet Entoloma och familjen Entolomataceae.  Artens status i Sverige är: Ej påträffad. Inga underarter finns listade i Catalogue of Life.